# Dianthus ohridanus
Dianthus ohridanus är en nejlikväxtart som beskrevs av K. Micevski. Dianthus ohridanus ingår i släktet nejlikor, och familjen nejlikväxter. Inga underarter finns listade i Catalogue of Life.